# Avista Oil
Die Avista Oil AG ist ein Unternehmen im Bereich der Re-Raffinierung von Altöl und ölhaltigen Flüssigkeiten sowie in der Produktion von Ölen und Schmierstoffen mit Sitz im niedersächsischen Uetze.
Das Unternehmen nutzt zur Aufbereitung von Altöl eine mehrstufige Destillation einschließlich einer Dünnschichtverdampfung (Totalverdampfung). Das Destillat wird danach durch Lösungsmittelextraktion von weiteren unerwünschten Bestandteilen befreit und gereinigt. Produkt sind Basisöle (Reraffinate) zur Herstellung neuer Schmierstoffe.

## Raffinerien
- Avista Oil Deutschland GmbH – Uetze,  Deutschland
- Avista Green APS – Kalundborg,  Dänemark
- Universal Environmental Services LLC – Peachtree City, Georgia,  Vereinigte Staaten

## Entsorgungsunternehmen
- Avista Oil NV – Ingelmunster,  Belgien
- Holding Wubben B.V. – Roosendaal,  Niederlande
- Avista Oil Nederland B.V. – Elst,  Niederlande
- Avista Oil D.O.O. – Belgrad,  Serbien
- Avista Oil s.r.o. – Pardubice,  Tschechien
- Avista Oil Danmark A/S – Kalundborg,  Dänemark

## Aktionäre
- Susanne Klatten über Skion – ca. 45 %
- Bitburger Holding – ca. 45 %
- Dr. Andreas Weinberger – ca. 10 %

(Stand: Dezember 2022)

## Geschichte
Im Jahr 2003 wurden von der Avista Oil AG die Tochtergesellschaften der Mineralölraffinerie Dollbergen und das Gebrauchtölsammelunternehmen Karo-As von der Edelhoff RWE-Umwelt-AG übernommen. Die damalige Mineralölraffinerie in Dollbergen geht in ihren Ursprüngen auf den Industriellen Georg Greiser zurück.